# Liste der Kulturdenkmale der Müglitztalbahn

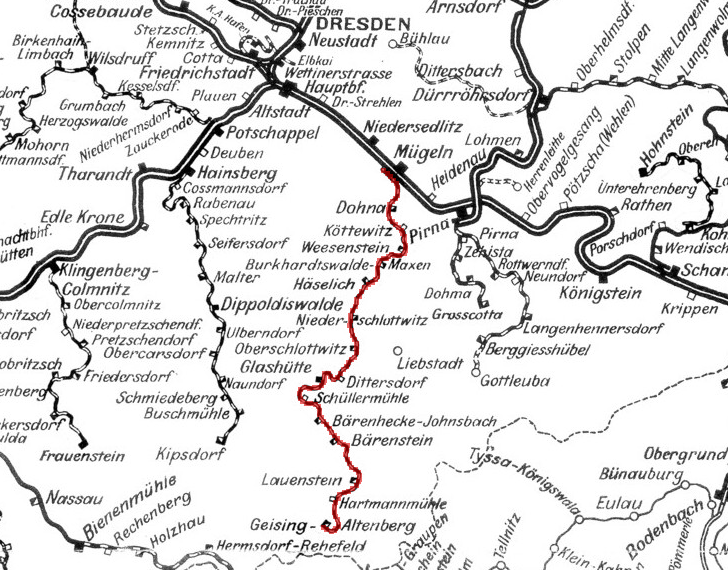
Streckenkarte der Müglitztalbahn

Die Liste der Kulturdenkmale der Müglitztalbahn enthält die Kulturdenkmale der Müglitztalbahn, die in der Denkmalliste des Freistaates Sachsen unter der ID-Nr. 09221668 als Sachgesamtheit ausgewiesen sind.
Diese Sachgesamtheit besteht aus Sachgesamtheitsbestandteilen und Einzeldenkmalen, die in den einzelnen Ortsteilen der Gemeinden Heidenau, Dohna, Müglitztal, Liebstadt, Glashütte und Altenberg im Landkreis Sächsische Schweiz-Osterzgebirge zu finden sind, siehe Denkmallisten der entsprechenden Gemeinden.
Die Anmerkungen sind zu beachten.
Diese Liste ist eine Teilliste der Liste der technischen Denkmale im Landkreis Sächsische Schweiz-Osterzgebirge. 
 Diese Liste ist eine Teilliste der Liste der technischen Denkmale in Sachsen.

## Legende
- Bild: Bild des Kulturdenkmals, ggf. zusätzlich mit einem Link zu weiteren Fotos des Kulturdenkmals im Medienarchiv Wikimedia Commons. Wenn man auf das Kamerasymbol klickt, können Fotos zu Kulturdenkmalen aus dieser Liste hochgeladen werden:
- Bezeichnung: Denkmalgeschützte Objekte und ggf. Bauwerksname des Kulturdenkmals
- Lage: Straßenname und Hausnummer oder Flurstücknummer des Kulturdenkmals. Die Grundsortierung der Liste erfolgt nach dieser Adresse. Der Link (Karte) führt zu verschiedenen Kartendiensten mit der Position des Kulturdenkmals. Fehlt dieser Link, wurden die Koordinaten noch nicht eingetragen. Sind diese bekannt, können sie über ein Tool mit einer Kartenansicht einfach nachgetragen werden. In dieser Kartenansicht sind Kulturdenkmale ohne Koordinaten mit einem roten bzw. orangen Marker dargestellt und können durch Verschieben auf die richtige Position in der Karte mit Koordinaten versehen werden. Kulturdenkmale ohne Bild sind an einem blauen bzw. roten Marker erkennbar.
- Datierung: Baubeginn, Fertigstellung, Datum der Erstnennung oder grobe zeitliche Einordnung entsprechend des Eintrags in der sächsischen Denkmaldatenbank
- Beschreibung: Kurzcharakteristik des Kulturdenkmals entsprechend des Eintrags in der sächsischen Denkmaldatenbank, ggf. ergänzt durch die dort nur selten veröffentlichten Erfassungstexte oder zusätzliche Informationen
- ID: Vom Landesamt für Denkmalpflege Sachsen vergebene, das Kulturdenkmal eindeutig identifizierende Objekt-Nummer. Der Link führt zum PDF-Denkmaldokument des Landesamtes für Denkmalpflege Sachsen. Bei ehemaligen Kulturdenkmalen können die Objektnummern unbekannt sein und deshalb fehlen bzw. die Links von aus der Datenbank entfernten Objektnummern ins Leere führen. Ein ggf. vorhandenes Icon  führt zu den Angaben des Kulturdenkmals bei Wikidata.

## Müglitztalbahn Heidenau–Altenberg
Diese Liste enthält alle Sachgesamtheitsbestandteile und Einzeldenkmale, die denkmalpflegerisch zur Sachgesamtheit dieser Eisenbahnstrecke gehören. Die historische Bedeutung der Einzeldenkmale dieser Strecke ergibt sich aus dem Denkmaltext des Landesamts für Denkmalpflege Sachsen: „Bedeutendes Denkmal der sächsischen Verkehrsgeschichte, eine der ältesten Schmalspurbahnen Deutschlands, von geschichtlichem, wissenschaftlich-dokumentarischem, landschaftsgestaltendem sowie Seltenheitswert. (LfD/2012).“
Die Liste ist entsprechend der örtlichen Lage an der Strecke von Heidenau nach Altenberg gegliedert, siehe Streckenübersicht.
| Bild                                    | Bezeichnung | Lage                                              | Datierung | Beschreibung | ID       |
| --------------------------------------- | --- | ------------------------------------------------- | --- | --- | -------- |
| Direkt Bild zu diesem Denkmal hochladen | Sachgesamtheit Müglitztalbahn mit mehreren Einzeldenkmalen im Teilabschnitt Heidenau | Heidenau, OT Mügeln (Karte)                       | 1935-1939, Reste der Schmalspurbahn 19. Jh. (Eisenbahnanlage); | Sachgesamtheit Müglitztalbahn mit folgenden Einzeldenkmalen im Teilabschnitt Heidenau: Empfangsgebäude des Bahnhofs (Einzeldenkmale ID-Nr. 09302459) sowie folgende Sachgesamtheitsteilen: die Eisenbahnüberführung Güterbahnhofstraße (km 0,087) und Eisenbahnüberführung Hauptstraße (B 172, km 0,663), weiterhin mit folgenden Sachgesamtheitsbestandteilen in den Gemeinden Altenberg (OT Altenberg ID-Nr. 09302512, OT Bärenstein ID-Nr. 09302501, Geising ID-Nr. 09302509, Lauenstein ID-Nr. 09302503), Dohna (OT Dohna ID-Nr. 09302460, Köttewitz ID-Nr. 09302470), Glashütte (OT Bärenhecke ID-Nr. 09303958, OT Cunnersdorf ID-Nr. 09302486, OT Dittersdorf ID-Nr. 09302500, OT Glashütte ID-Nr. 09302487, OT Neudörfel ID-Nr. 09304277, OT Rückenhain ID-Nr. 09304363, OT Schlottwitz ID-Nr. 09302482), Liebstadt (OT Großröhrsdorf ID-Nr. 09302481), Müglitztal (OT Burkhardswalde ID-Nr. 09302477, OT Mühlbach ID-Nr. 09302479 und Weesenstein ID-Nr. 09302475) – singuläre Anlage einer Schmalspurbahn von technikgeschichtlicher und überregionaler geschichtlicher Bedeutung, bedeutsames Denkmal der Eisenbahngeschichte. | 09221668 |
| Weitere Bilder                          | Bahnhof Heidenau-Nord; Müglitztalbahn und Eisenbahnstrecke Bodenbach – Dresden (Einzeldenkmal zu ID-Nr. 09221668) | Heidenau, Siegfried-Rädel-Straße 1 (Karte)        | 1890 (Empfangsgebäude) | Einzeldenkmale der Sachgesamtheit Müglitztalbahn, Teilabschnitt Heidenau: Bahnhof Heidenau-Nord; Eisenbahnstrecke Bodenbach – Dresden; Empfangsgebäude eines Bahnhofs; Empfangsgebäude gründerzeitlicher Klinkerbau und baugeschichtlich regional singulär, Anfangsstation der Müglitztalbahn, eisenbahngeschichtlich, ortsgeschichtlich und baugeschichtlich von Bedeutung. | 09302459 |
| Weitere Bilder                          | Sachgesamtheitsbestandteil der Sachgesamtheit Müglitztalbahn, Teilabschnitt Dohna | Dohna (Karte)                                     | 1938 | Sachgesamtheitsbestandteil der Sachgesamtheit Müglitztalbahn, Teilabschnitt Dohna mit zahlreichen Einzeldenkmalen: Bahnhof Dohna, Anschlussstellwerk BHG Dohna, Eisenbahnbrücke Sürßener Weg, Brücke Mühlgraben, Eisenbahnüberführung Gamiger Straße und Anschlussstellwerk Dohna Fluorchemie GmbH. | 09302460 |
| Weitere Bilder                          | Bahnhofsgebäude Dohna mit Anbauten und Güterschuppen (Einzeldenkmal zu ID-Nr. 09302460) | Dohna, Müglitztalstraße 29 (Karte)                | 1940 | Einzeldenkmal der Sachgesamtheit Müglitztalbahn, Teilabschnitt Dohna, OT Dohna: Bahnhofsgebäude mit Anbauten und Güterschuppen – eisenbahngeschichtlich, ortsgeschichtlich und verkehrsgeschichtlich von Bedeutung. | 09302465 |
| Weitere Bilder                          | Anschlussstellwerk BHG Dohna (Einzeldenkmal zu ID-Nr. 09302460) | Dohna, Müglitztalstraße 29 (bei) (Karte)          | 1938–? (Anschlussstellwerk) | Einzeldenkmal der Sachgesamtheit Müglitztalbahn, Teilabschnitt Dohna, OT Dohna: Anschlussstellwerk BHG Dohna (Sachgesamtheitsliste, OT Dohna ID-Nr. 09302460) – eisenbahngeschichtlich und verkehrsgeschichtlich von Bedeutung. | 09302466 |
|                                         | Eisenbahnbrücke Dohna, Sürßener Weg (Einzeldenkmal zu ID-Nr. 09302460) | Dohna, Müglitztalstraße (Karte)                   | 1940 | Einzeldenkmal der Sachgesamtheit Müglitztalbahn, Teilabschnitt Dohna, OT Gamig: Eisenbahnbrücke Sürßener Weg – eisenbahngeschichtlich und verkehrsgeschichtlich von Bedeutung. | 09302467 |
|                                         | Straßenüberführung Ploschwitzer Höhe (Einzeldenkmal zu ID-Nr. 09302460) | Falkenhain / Ploschwitz (Karte)                   | 1940 | Einzeldenkmal der Sachgesamtheit Müglitztalbahn, Teilabschnitt Dohna, OT Dohna: Straßenüberführung Ploschwitzer Höhe – eisenbahngeschichtlich und verkehrsgeschichtlich von Bedeutung. | 09302469 |
|                                         | Haltepunkt Köttewitz (Einzeldenkmal zu ID-Nr. 09302470) | Köttewitz, Altenberger Straße (Karte)             | 1940 | Einzeldenkmal der Sachgesamtheit Müglitztalbahn, Teilabschnitt Dohna, OT Köttewitz: Haltepunkt Köttewitz – eisenbahngeschichtlich und verkehrsgeschichtlich von Bedeutung. | 09223149 |
| Direkt Bild zu diesem Denkmal hochladen | Sachgesamtheitsbestandteil der Sachgesamtheit Müglitztalbahn, Teilabschnitt Dohna, OT Köttewitz | Köttewitz, Altenberger Straße (Karte)             | 1940 | Sachgesamtheitsbestandteil der Sachgesamtheit Müglitztalbahn, Teilabschnitt Dohna, OT Köttewitz, mit den Einzeldenkmalen: Haltepunkt Köttewitz (Einzeldenkmal ID-Nr. 09223149), Viadukt Köttewitz (Einzeldenkmal ID-Nr. 09302472), Tunnel Köttewitz (Einzeldenkmal ID-Nr. 09223142) und Haltepunkt Weesenstein (Einzeldenkmal ID-Nr. 09223119) sowie dem Sachgesamtheitsteil: Durchlass (km 5,203) und Gleiskörper (Sachgesamtheitsliste, Gemeinde Heidenau – ID-Nr. 09221668) – eisenbahngeschichtlich und verkehrsgeschichtlich von Bedeutung. | 09302470 |
|                                         | Viadukt Köttewitz (Einzeldenkmal zu ID-Nr. 09302470) | Köttewitz, Altenberger Straße (Karte)             | 1940 | Einzeldenkmal der Sachgesamtheit Müglitztalbahn, Teilabschnitt Dohna, OT Köttewitz: Viadukt Köttewitz – eisenbahngeschichtlich und verkehrsgeschichtlich von Bedeutung. | 09302472 |
|                                         | Tunnel Köttewitz (Einzeldenkmal zu ID-Nr. 09302470) | Köttewitz, Altenberger Straße (Karte)             | 1940 | Einzeldenkmal der Sachgesamtheit Müglitztalbahn, Teilabschnitt Dohna, OT Köttewitz: Tunnel Köttewitz – eisenbahngeschichtlich und verkehrsgeschichtlich von Bedeutung. | 09223142 |
|                                         | Haltepunkt Weesenstein (Einzeldenkmal zu ID-Nr. 09302470) | Köttewitz, Altenberger Straße (Karte)             | 1940 | Einzeldenkmal der Sachgesamtheit Müglitztalbahn, Teilabschnitt Dohna, OT Köttewitz: Haltepunkt Weesenstein – eisenbahngeschichtlich und verkehrsgeschichtlich von Bedeutung. | 09223119 |
|                                         | Betonträgerbrücke Weesenstein (Einzeldenkmal zu ID-Nr. 09302475) | Weesenstein (Karte)                               | 1936-1937 | Einzeldenkmal der Sachgesamtheit Müglitztalbahn: Betonträgerbrücke – eisenbahngeschichtlich und verkehrsgeschichtlich von Bedeutung. Länge / Höhe / Breite: 52,0 m / 6,8 m / -; max N / min R: 150 m / 265 m. Betonträgerbrücke auf zwei länglichen Stützpfeilern mit zugespitzten Vorköpfen. Über den Stützen sind Vouten angeordnet. Erbaut 08/1936 – 10/1937. | 09302476 |
|                                         | Tunnel Weesenstein (Einzeldenkmal zu ID-Nr. 09302475) | Weesenstein (Karte)                               | 1936-1937 | Einzeldenkmal der Sachgesamtheit Müglitztalbahn: Tunnel – eisenbahngeschichtlich und verkehrsgeschichtlich von Bedeutung. Wechselnde Gemarkungen: Weesenstein - Flst. 80, Falkenhain - Flst. 191/1, 206/1, Weesenstein - Flst. 100, 118/1. Länge / Höhe / Breite: 240,2 m / 6,1 m / 5,7 m. Eisenbahntunnel mit bruchsteinverkleideten, am Südportal durch Pfeiler verstärkten überhöhten Kopfmauern und einem nach 1945 geschliffenen Granit-Hoheitszeichen am Nordportal. Erbaut 17. Juni 1936 – 15. Juli 1937. | 09223127 |
|                                         | Sachgesamtheitsbestandteil der Sachgesamtheit Müglitztalbahn, Teilabschnitt Müglitztal, OT Weesenstein, mit Einzeldenkmalen sowie OT Falkenhain                                                                                  | Weesenstein (Karte)                               | 1936–1938 | Sachgesamtheitsbestandteil der Sachgesamtheit Müglitztalbahn, Teilabschnitt Müglitztal, OT Weesenstein, mit den Einzeldenkmalen: Brücke Müglitztal (Einzeldenkmal ID-Nr. 09302476) und Tunnel Weesenstein (Einzeldenkmal ID-Nr. 09223127) sowie OT Falkenhain Straßenüberführung Ploschwitzer Höhe (km 4,15) – (Einzeldenkmal ID-Nr. 09302469) sowie den Sachgesamtheitsteilen: Müglitztalbrücke, Müglitztalbrücke und mit dem Gleiskörper (Sachgesamtheitsliste ID-Nr. 09221668) | 09302475 |
|                                         | Betonträgerbrücke Burkhardswalde (Einzeldenkmal zu ID-Nr. 09302477) | Burkhardswalde (Karte)                            | 1937 | Einzeldenkmal der Sachgesamtheit Müglitztalbahn: Betonträgerbrücke – eisenbahngeschichtlich und verkehrsgeschichtlich von Bedeutung. Länge / Höhe / Breite 44,8 m / 6,0 m / -; max N / min R 150 m / 333 m. Betonträgerbrücke auf zwei Betonpfeilern, oval und eckig, wobei während des Streckenumbaus die Schmalspurbahn weiterhin neben letzterem durch die rechteckige Öffnung verlief. Deren Form resultiert aus dem dort vorgesehenen, jedoch nicht ausgeführten Radweg. | 09302478 |
| Direkt Bild zu diesem Denkmal hochladen | Sachgesamtheitsbestandteil der Sachgesamtheit Müglitztalbahn, Teilabschnitt Müglitztal, OT Burkhardswalde, mit Einzeldenkmalen sowie Sachgesamtheitsteilen                                                                       | Burkhardswalde (Karte)                            | 1936-1937 | Sachgesamtheitsbestandteil der Sachgesamtheit Müglitztalbahn, Teilabschnitt Müglitztal, OT Burkhardswalde, mit den Einzeldenkmalen: Brücke Müglitztal (Einzeldenkmal ID-Nr. 09302478) und Haltepunkt Burkhardswalde-Maxen (Einzeldenkmal ID-Nr. 09224056) sowie den Sachgesamtheitsteilen: Anschlussstellwerk Metallverarbeitung Maxen, Müglitzbrücke (km 8,572), Brücke Werkgraben, Brücke Werkgraben, Müglitzbrücke, Müglitzbrücke und mit dem Gleiskörper (Sachgesamtheitsliste ID-Nr. 09221668). | 09302477 |
| Weitere Bilder                          | Bahnhof Burkhardswalde-Maxen (Einzeldenkmal zu ID-Nr. 09302477) | Burkhardswalde, Gesundbrunnen 60c (Karte)         | 1938 (Bahnhof) | Einzeldenkmal der Sachgesamtheit Müglitztalbahn: Empfangsgebäude des Bahnhofs – Bahnhofsgebäude im Heimatstil, eisenbahngeschichtlich, ortsgeschichtlich und verkehrsgeschichtlich von Bedeutung. Ehem. Funktion / Bedeutung: Bahnhof, heutige Funktion / Bedeutung: Haltepunkt, Bedarfshalt. | 09224056 |
|                                         | Sachgesamtheitsbestandteil der Sachgesamtheit Müglitztalbahn, Teilabschnitt Müglitztal, OT Mühlbach, mit Einzeldenkmalen sowie Sachgesamtheitsteilen                                                                             | Mühlbach (Karte)                                  | 1937 | Sachgesamtheitsbestandteil der Sachgesamtheit Müglitztalbahn, Teilabschnitt Müglitztal, OT Mühlbach, mit den Einzeldenkmalen: Haltepunkt Mühlbach (Einzeldenkmal ID-Nr. 09224157), Bahnwärterhaus (Einzeldenkmal ID-Nr. - 09224158) und Müglitzbrücke (km 10,301) – (Einzeldenkmal ID-Nr. 09302480) sowie den Sachgesamtheitsteilen: Anschlussstellwerk Zellstoffwerk Peschelmühle (km 9,425), Anschlussstellwerk Vereinigte Zellstoffwerke Pirna GmbH, Bahnübergang Im Grunde (km 10,155), Brücke Mühlgraben (km 10,386) und mit dem Gleiskörper (Sachgesamtheitsliste ID-Nr. 09221668). Sachgesamtheitsteil Mühlgrabenbrücke bei km 10,386: Länge / Höhe / Breite: 11,3 m / 3,1 m / -; max N / min R -/- . Kurze, einfache Betonträgerbrücke mit geringer Höhe. | 09302479 |
|                                         | Bahnwärterhaus Mühlbach (Einzeldenkmal zu ID-Nr. 09302479) | Mühlbach, Müglitztalstraße 23 (Karte)             | Ende 19. Jh. | Einzeldenkmal der Sachgesamtheit Müglitztalbahn: Bahnwärterhaus – eisenbahngeschichtlich und verkehrsgeschichtlich von Bedeutung. | 09224158 |
|                                         | Bahnhof Mühlbach (Einzeldenkmal zu ID-Nr. 09302479) | Mühlbach, Müglitztalstraße 19 (Karte)             | 1938 | Einzeldenkmal der Sachgesamtheit Müglitztalbahn: Empfangsgebäude des Bahnhofs – eisenbahngeschichtlich, ortsgeschichtlich und verkehrsgeschichtlich von Bedeutung. Ehem. Funktion / Bedeutung: Haltestelle, heutige Funktion / Bedeutung: Haltepunkt, Bedarfshalt. | 09224157 |
|                                         | Stahlträgerbrücke Mühlbach (Einzeldenkmal zu ID-Nr. 09302479) | Mühlbach (Karte)                                  | 1937 | Einzeldenkmal der Sachgesamtheit Müglitztalbahn: Stahlträgerbrücke – eisenbahngeschichtlich und verkehrsgeschichtlich von Bedeutung. Länge / Höhe / Breite 49,5 / 3,9 / -; max N / min R 47,8 m / 230 m. Stahlträgerbrücke auf einem massigen Betonpfeiler und mit Betonwiderlagern. | 09302480 |
| Direkt Bild zu diesem Denkmal hochladen | Sachgesamtheitsbestandteil der Sachgesamtheit Müglitztalbahn, Teilabschnitt Liebstadt, OT Großröhrsdorf mit den Sachgesamtheitsteilen: Müglitzbrücke und Gleiskörper (Sachgesamtheitsliste, Gemeinde Heidenau - ID-Nr. 09221668) | Großröhrsdorf (Karte)                             | 1937 | Sachgesamtheitsbestandteil der Sachgesamtheit Müglitztalbahn, Teilabschnitt Liebstadt, OT Großröhrsdorf (ohne Einzeldenkmale) mit folgenden Sachgesamtheitsteilen: Müglitzbrücke (km 11,219): Länge / Höhe / Breite 32,2 m / 3,0 m / - max N / min R 55 m / 200 m, einfache Betonträgerbrücke auf einem rechteckigen Betonpfeiler, die Widerlager sind neu mit Bruchstein verkleidet sowie Gleiskörper (Sachgesamtheitsliste, Gemeinde Heidenau ID-Nr. 09221668). | 09302481 |
|                                         | Sachgesamtheitsbestandteil der Sachgesamtheit Müglitztalbahn, Teilabschnitt Glashütte, OT Schlottwitz, mit Einzeldenkmalen | Schlottwitz (Karte)                               | 1937 | Sachgesamtheitsbestandteil der Sachgesamtheit Müglitztalbahn, Teilabschnitt Glashütte, OT Schlottwitz, mit den Einzeldenkmalen: Bahnhof mit Empfangsgebäude (Nr. 12), Stellwerk, Bahnwärterhaus, Bahngebäude (Nr. 14) sowie Eisenbahnbrücke (km 12,674) (ID-Nr. 09278143), Haltepunkt Oberschlottwitz (ID-Nr. 09278147) und Brücke Müglitztal (km 15,651, HSO über NN 269) - (ID-Nr. 09302484) sowie die Sachgesamtheitsteile: Brücke Schlottwitzgrundbach (km 13,244), Bahnübergang Cunnersdorfer Straße (km 13,622), Brücke Mühlgraben (km 13,856), Müglitzbrücke (km 13,880) und Müglitzbrücke (km 14,742, HSO über NN 255) sowie mit dem Gleiskörper (Sachgesamtheit, Gemeinde Heidenau - ID-Nr. 09221668). | 09302482 |
|                                         | Bahnhof Niederschlottwitz (Einzeldenkmal zu ID-Nr. 09302482) | Schlottwitz, Müglitztalstraße 12; 14 (Karte)      | 1938 | Einzeldenkmal der Sachgesamtheit Müglitztalbahn, Teilabschnitt Glashütte, OT Schlottwitz: Bahnhof mit Empfangsgebäude (Nr. 12), Stellwerk, Bahnwärterhaus, Bahngebäude (Nr. 14) sowie Eisenbahnbrücke – eisenbahngeschichtlich, ortsgeschichtlich und verkehrsgeschichtlich von Bedeutung. | 09278143 |
| Direkt Bild zu diesem Denkmal hochladen | Sachgesamtheitsbestandteil der Sachgesamtheit Müglitztalbahn, Teilabschnitt Glashütte, OT Cunnersdorf | Cunnersdorf (Karte)                               | 1937–1938 | Sachgesamtheitsbestandteil der Sachgesamtheit Müglitztalbahn, Teilabschnitt Glashütte, OT Cunnersdorf, ohne Einzeldenkmale, mit dem Sachgesamtheitsteil: Bachbrücke (km 14,721) sowie mit dem Gleiskörper (Sachgesamtheit, Gemeinde Heidenau - ID-Nr. 09221668). | 09302486 |
|                                         | Haltepunkt Oberschlottwitz (Einzeldenkmal zu ID-Nr. 09302482) | Schlottwitz, Müglitztalstraße (Karte)             | 1939 | Einzeldenkmal der Sachgesamtheit Müglitztalbahn, Teilabschnitt Glashütte, OT Schlottwitz: Bahnhofsgebäude – eisenbahngeschichtlich, ortsgeschichtlich und verkehrsgeschichtlich von Bedeutung. | 09278147 |
|                                         | Betonträgerbrücke Schlottwitz (Einzeldenkmal zu ID-Nr. 09302482) | Schlottwitz (Karte)                               | 1937 | Einzeldenkmal der Sachgesamtheit Müglitztalbahn, Teilabschnitt Glashütte, OT Schlottwitz: Betonträgerbrücke – eisenbahngeschichtlich und verkehrsgeschichtlich von Bedeutung. Länge / Höhe / Breite 65,5 m / 6,0 m / - max Neigung / min Radius 100 ‰ / 280 m. Betonträgerbrücke auf drei länglichen Betonpfeilern, deren Enden spitz zulaufen. | 09302484 |
| Direkt Bild zu diesem Denkmal hochladen | Sachgesamtheitsbestandteil der Sachgesamtheit Müglitztalbahn, Teilabschnitt Glashütte, OT Neudörfel | Neudörfel (Karte)                                 | 1937–1938 | Sachgesamtheitsbestandteil der Sachgesamtheit Müglitztalbahn, Teilabschnitt Glashütte, OT Neudörfel, ohne Einzeldenkmale, mit dem Sachgesamtheitsteil: Gleiskörper (Sachgesamtheit, Gemeinde Heidenau - ID-Nr. 09221668). | 09304277 |
|                                         | Betonträgerbrücke Glashütte (Einzeldenkmal zu ID-Nr. 09302487) | Glashütte (Karte)                                 | 1937 | Einzeldenkmal der Sachgesamtheit Müglitztalbahn, Teilabschnitt Glashütte, OT Glashütte: Betonträgerbrücke – eisenbahngeschichtlich und verkehrsgeschichtlich von Bedeutung. Länge / Höhe / Breite 39,5 / 7,7 / - max N / min R 60 / 277. Betonträgerbrücke auf einem Betonpfeiler und massiven Betonwiderlagern. Der Träger ist zwischen den Pfeilern leicht bogenförmig ausgebildet. | 09302488 |
|                                         | Sachgesamtheitsbestandteil der Sachgesamtheit Müglitztalbahn, Teilabschnitt Glashütte, OT Rückenhain | Rückenhain (Karte)                                | 1937-1938 | Sachgesamtheitsbestandteil der Sachgesamtheit Müglitztalbahn, Teilabschnitt Glashütte, OT Rückenhain, ohne Einzeldenkmale, mit dem Sachgesamtheitsteil: Gleiskörper (Sachgesamtheit, Gemeinde Heidenau ID-Nr. 09221668). | 09304363 |
|                                         | Pilztunnel; Tunnel Brückenmühle Glashütte (Einzeldenkmal zu ID-Nr. 09302487) | Glashütte (Karte)                                 | 29. Juni 1936 – 31. Juli 1937 | Einzeldenkmal der Sachgesamtheit Müglitztalbahn, Teilabschnitt Glashütte, OT Glashütte: Eisenbahntunnel – eisenbahngeschichtlich und verkehrsgeschichtlich von Bedeutung. Länge / Höhe / Breite 292,02 m / 6,2 m / 5,5 m, max Neigung / min Radius 40 ‰ / 275 m, Tunnelklinkerbogen-Eisenbahntunnel mit bruchsteinverkleideten, am Südwestportal durch Pfeiler verstärkten überhöhten Kopfmauern und einem nach 1945 geschliffenen Granit-Hoheitszeichen. | 09302489 |
|                                         | Betonträgerbrücke Glashütte (Einzeldenkmal zu ID-Nr. 09302487) | Glashütte (Karte)                                 | 01/1937 – 08/1938 | Einzeldenkmal der Sachgesamtheit Müglitztalbahn, Teilabschnitt Glashütte, OT Glashütte: Betonträgerbrücke – eisenbahngeschichtlich und verkehrsgeschichtlich von Bedeutung. Länge / Höhe / Breite 76,3 m / 5,6 m / - max Neigung / min Radius 50 ‰ / 250 m. Die Betonträgerbrücke verläuft zwischen Pilztunnel und einem Hangeinschnitt auf drei länglichen Betonpfeilern. Über den Pfeilern sind jeweils leicht konvex gekrümmte Vouten angeordnet. | 09302490 |
|                                         | Betonträgerbrücke Glashütte (Einzeldenkmal zu ID-Nr. 09302487) | Glashütte (Karte)                                 | 1937–1938 | Einzeldenkmal der Sachgesamtheit Müglitztalbahn, Teilabschnitt Glashütte, OT Glashütte: Betonträgerbrücke – eisenbahngeschichtlich und verkehrsgeschichtlich von Bedeutung. Länge / Höhe / Breite 11,2 / 5,2 / - max N / min R 0 / 180. Über dem Flussbett mehrfach winklig verlaufende Betonträgerbrücke, deren Betonwiderlager die Uferbefestigungsmauer dieses Flussabschnitts bilden. Die Form erklärt sich durch die Einfahrweiche zum Bahnhof auf der Brücke, wodurch diese gerade verlaufen muss. | 09302491 |
| Weitere Bilder                          | Bahnhof und Stellwerk Glashütte (Einzeldenkmale zu ID-Nr. 09302487) | Glashütte, Ferdinand-Adolph-Lange-Platz 2 (Karte) | 1935-1938 (Personenbahnhof); 1938 (Empfangsgebäude); 1938 (Stellwerk); 1938 (Fußgängertunnel) | Einzeldenkmale der Sachgesamtheit Müglitztalbahn Teilabschnitt Glashütte, OT Glashütte: ehemaliges Empfangsgebäude, Stellwerk, Verbindungsbau und Fußgängerunterführung des Bahnhofs; Bahnhof im Heimatstil der 1930er Jahre, eisenbahngeschichtlich, ortsgeschichtlich und verkehrsgeschichtlich von Bedeutung. | 09278227 |
| Weitere Bilder                          | Sachgesamtheitsbestandteil der Sachgesamtheit Müglitztalbahn, Teilabschnitt Glashütte, OT Glashütte, mit zahlreichen Einzeldenkmalen                                                                                             | Glashütte (Karte)                                 | 1937–1938 | Sachgesamtheitsbestandteil der Sachgesamtheit Müglitztalbahn, Teilabschnitt Glashütte, OT Glashütte, mit den Einzeldenkmalen: Brücke Müglitztal (km 17,066) - (ID-Nr. 09302488), Tunnel Brückenmühle (km 18,178) - (ID-Nr. 09302489), Brücke Müglitztal (km 18,373) - (ID-Nr. 09302490), Müglitzbrücke (km 18,921) - (ID-Nr. 09302491, Bahnhof Glashütte (ID-Nr. 09278227, ID-Nr. 09278231, ID-Nr. 09278234), Müglitzbrücke (km 19,508) - (ID-Nr. 09302493), Eisenbahnüberführung (km 19,745) - (ID-Nr. 09302494), Tunnel Gleisberg (ID-Nr. 09302495), Brücke Müglitztal (km 21,113) - (ID-Nr. 09302496), Brücke Müglitztal (km 21,275) - (ID-Nr. 09302497), Brücke Müglitztal (km 21,483) - (ID-Nr. 09302498), Brücke Müglitztal (km 22,014) - (ID-Nr. 09302499) sowie den Sachgesamtheitsteilen: Müglitzbrücke (km 17,658), Stützmauer (km ca. 17,54-17,65), Durchlass Mühlgraben (km 18,343), Fußgängerunterführung (km 19,006), Eisenbahnübergang Wirtschaftsweg (km 18,616), Eisenbahnübergang (km 18,800), Stützmauer (km 18,85), Brücke Brießnitzbach (km 18,964), Anschlussstellwerk VEB Kohlenhandel (km 19,1) und Anschlussstellwerk Pappen- und Kartonagenfabrik GmbH (km 19,3) sowie mit dem Gleiskörper (Sachgesamtheit, Gemeinde Heidenau – ID-Nr. 09221668). | 09302487 |
|                                         | Betonträgerbrücke Glashütte (Einzeldenkmal zu ID-Nr. 09302487) | Glashütte (Karte)                                 | 1937 | Einzeldenkmal der Sachgesamtheit Müglitztalbahn, Teilabschnitt Glashütte, OT Glashütte: Betonträgerbrücke – eisenbahngeschichtlich und verkehrsgeschichtlich von Bedeutung. Länge / Höhe / Breite 10,0 m / 6,4 m / - Über dem Flussbett mehrfach winklig verlaufende Betonträgerbrücke, deren Betonwiderlager die Uferbefestigungsmauer dieses Flussabschnitts bilden. Die Form erklärt sich durch die Einfahrweiche zum Bahnhof auf der Brücke, wodurch diese gerade verlaufen muss. | 09302493 |
|                                         | Bruchsteinbogenbrücke Glashütte (Einzeldenkmal zu ID-Nr. 09302487) | Glashütte (Karte)                                 | 1937 | Einzeldenkmal der Sachgesamtheit Müglitztalbahn, Teilabschnitt Glashütte, OT Glashütte: Bruchsteinbogenbrücke – eisenbahngeschichtlich und verkehrsgeschichtlich von Bedeutung. Länge / Höhe / Breite 14,65 m / 5,6 m / - Bruchsteinverkleidete Betonbogenbrücke zur Überführung der erhöht verlaufenden Bahnstrecke über eine Straße. | 09302494 |
|                                         | Gleisbergtunnel Glashütte (Einzeldenkmal zu ID-Nr. 09302487) | Glashütte (Karte)                                 | 12. Oktober 1935 – 1936 | Einzeldenkmal der Sachgesamtheit Müglitztalbahn, Teilabschnitt Glashütte, OT Glashütte: Eisenbahntunnel – eisenbahngeschichtlich und verkehrsgeschichtlich von Bedeutung. Länge / Höhe / Breite 539,0 m / 6,0 m / 5,6 m, max Neigung / min Radius 39 ‰/ 0 m, Stein- und Betonbogen-Eisenbahntunnel, dessen Mittelteil ausgekleidet ist mit vorgefertigten, in der Mitte beweglich verbundenen Betonsegmenten (Gleisbergschalen), die auf die untere Ziegel-Ausmauerung aufgesetzt wurden. Die Tunnelportale bilden bruchsteinverkleidete, durch Pfeiler verstärkte überhöhte Kopfmauern. Am Südportal befindet sich ein nach 1945 geschliffenes Granit-Hoheitszeichen. | 09302495 |
|                                         | Betonträgerbrücke Glashütte (Einzeldenkmal zu ID-Nr. 09302487) | Glashütte (Karte)                                 | 1937 | Einzeldenkmal der Sachgesamtheit Müglitztalbahn, Teilabschnitt Glashütte, OT Glashütte: Betonträgerbrücke – eisenbahngeschichtlich und verkehrsgeschichtlich von Bedeutung. Länge / Höhe / Breite 68,5 m / 6,6 m / - max Neigung / min Radius 39 ‰ / 0 m. Betonträgerbrücke auf vier länglichen Betonpfeilern mit halbrunden Vorköpfen. Die Kreuzungswinkel sind schief, da die Querträger nach der darunter liegenden Straße ausgerichtet sind. Die Brücke schließt direkt an den Gleisbergtunnel an. | 09302496 |
|                                         | Betonträgerbrücke Bärenhecke (Einzeldenkmal zu ID-Nr. 09303958) | Bärenhecke (Karte)                                | 1937 | Einzeldenkmal der Sachgesamtheit Müglitztalbahn, Teilabschnitt Glashütte, OT Bärenhecke: Betonträgerbrücke – eisenbahngeschichtlich und verkehrsgeschichtlich von Bedeutung. Länge / Höhe / Breite: 63,8 m / 7,6 m / -, max Neigung / min Radius: 39 ‰ / 250 m. Betonträgerbrücke auf drei länglichen Betonpfeilern mit zugespitzten Vorköpfen. | 09302497 |
|                                         | Betonträgerbrücke Bärenhecke (Einzeldenkmal zu ID-Nr. 09303958) | Bärenhecke (Karte)                                | 1937 | Einzeldenkmal der Sachgesamtheit Müglitztalbahn, Teilabschnitt Glashütte, OT Bärenhecke: Betonträgerbrücke – eisenbahngeschichtlich und verkehrsgeschichtlich von Bedeutung. Länge / Höhe / Breite: 76,4 / 5,9 / -, max Neigung / min Radius: 39 ‰ / 250 m. Bogenförmig verlaufende Betonträgerbrücke auf drei länglichen Betonpfeilern mit halbrunden Vorköpfen. Der Tragbalken verfügt auf Grund der großen Stützmomente über Balkenschrägen. | 09302498 |
|                                         | Betonbogenbrücke Bärenhecke (Einzeldenkmal zu ID-Nr. 09303958) | Bärenhecke (Karte)                                | 1938 | Einzeldenkmal der Sachgesamtheit Müglitztalbahn, Teilabschnitt Glashütte, OT Bärenhecke: Betonbogenbrücke – eisenbahngeschichtlich und verkehrsgeschichtlich von Bedeutung. | 09302499 |
|                                         | Sachgesamtheitsbestandteil der Sachgesamtheit Müglitztalbahn, Teilabschnitt Glashütte, OT Bärenhecke, mit Einzeldenkmalen | Bärenhecke (Karte)                                | 1937–1938 | Sachgesamtheitsbestandteil der Sachgesamtheit Müglitztalbahn, Teilabschnitt Glashütte, OT Bärenhecke, mit den Einzeldenkmalen: Brücke bei Doors Bogen (km 21,275) - (ID-Nr. 09302497), Betonträgerbrücke (km 21,483) - (ID-Nr. 09302498), Betonbogenbrücke (km 22,014) - (ID-Nr. 09302499), mit dem Sachgesamtheitsteil: Gleiskörper (Sachgesamtheit, Gemeinde Heidenau - ID-Nr. 09221668). | 09303958 |
| Direkt Bild zu diesem Denkmal hochladen | Sachgesamtheitsbestandteil der Sachgesamtheit Müglitztalbahn, Teilabschnitt Glashütte, OT Dittersdorf, mit Einzeldenkmalen | Dittersdorf (Karte)                               | 1937 | Sachgesamtheitsbestandteil der Sachgesamtheit Müglitztalbahn, Teilabschnitt Glashütte, OT Dittersdorf, mit dem Einzeldenkmal: Haltepunkt Bärenhecke-Johnsbach (ID-Nr. 09278395) sowie den Sachgesamtheitsteilen: Anschlussstellwerk Kornhaus Bärenhecke (km 22,68), Anschlussstellwerk BHG Bärenhecke-Johnsbach (km 22,68) und Stützmauer (km 22,4) sowie mit dem Gleiskörper (Sachgesamtheit, Gemeinde Heidenau - ID-Nr. 09221668). Sachgesamtheitsteil Stützmauer (km 22,4): Beton-Stützmauer, die zur Mitte hin spitzwinklig zuläuft. Die Oberfläche wurde in typischerweise für die Streckengestaltung gespitzt. Die Mauer bildet in diesem Flussabschnitt ebenfalls die Uferbefestigung und -sicherung. | 09302500 |
|                                         | Sachgesamtheitsbestandteil der Sachgesamtheit Müglitztalbahn, Teilabschnitt Altenberg, OT Bärenstein | Bärenstein (Karte)                                | 1937-1938 (Eisenbahnanlage); 1936 (Eisenbahnwagen); 1937-1938 (Sachgesamtheitsbestandteil) | Sachgesamtheitsbestandteil der Sachgesamtheit Müglitztalbahn, Teilabschnitt Altenberg, OT Bärenstein, mit den Einzeldenkmalen: Haltepunkt Bärenstein mit Anschlussstellwerk Förderverein Müglitztalbahn sowie Reisezugwagen (Einzeldenkmal ID-Nr. 09278692) sowie den Sachgesamtheitsteilen: Brücke Bielebach (km 24,255), Müglitzbrücke (km 25,842; HSO über NN 428), Anschlussstellwerk Bärensteiner Holzverarbeitung GmbH, Durchlass Werkgraben (km 26,68) und Durchlass Werkgraben (km 27,15) sowie mit dem Gleiskörper. | 09302501 |
|                                         | Bahnhof Bärenstein (Einzeldenkmal zu ID-Nr. 09302501) | Bärenstein, Müglitztalstraße 23 (Karte)           | 1938 (Empfangsgebäude); um 1940 (Güterschuppen); um 1890 (Wasserstation) | Einzeldenkmale der Sachgesamtheit Müglitztalbahn, Teilabschnitt Altenberg, OT Bärenstein: Bahnhofsgebäude, Weichenhäuschen, Anschlussstellwerk Förderverein Müglitztalbahn und Wasserstation mit Wasserkran sowie der Gleiskörper mit allen übrigen Hochbauten; Bahnhof ortsgeschichtlich und verkehrsgeschichtlich von Bedeutung | 09278692 |
|                                         | Sachgesamtheitsbestandteil der Sachgesamtheit Müglitztalbahn, Teilabschnitt Altenberg, OT Lauenstein mit mehreren Einzeldenkmalen                                                                                                | Lauenstein (Karte)                                | 1936–1938 | Sachgesamtheitsbestandteil der Sachgesamtheit Müglitztalbahn, Teilabschnitt Altenberg, OT Lauenstein, mit den Einzeldenkmalen: Haltepunkt Lauenstein (Einzeldenkmal ID-Nr. 09278927) und Haltepunkt Hartmannmühle (siehe Einzeldenkmal ID-Nr. 09302507) sowie den Sachgesamtheitsteilen: Müglitzbrücke (km 27,645, HSO über NN 455), Eisenbahnübergang (km 27,803), Müglitzbrücke (km 28,226), Anschlussstellwerk BHG Lauenstein (km 28,4), Bahnübergang Bahnhofstraße (km 28,6; HSO über NN 472,5), Stützmauer (km 30,5), Stützmauer (km 31,1) und Brücke Rotes Wasser (km 29,440, HSO über NN 495) sowie mit dem Gleiskörper (siehe Sachgesamtheit ID-Nr. 09221668, Gemeinde Heidenau). | 09302503 |
|                                         | Bahnhof Lauenstein (Einzeldenkmale zu ID-Nr. 09302503) | Lauenstein, Am Bahnhof 4 (Karte)                  | 1935–1938 (Regelspur) | Einzeldenkmale der Sachgesamtheit Müglitztalbahn, Teilabschnitt Altenberg, OT Lauenstein: Empfangsgebäude mit hölzernem Güterschuppenanbau des Bahnhofs Lauenstein – bauzeitlich erhaltenes Empfangsgebäude mit Einbauten im Inneren und gestalteter Fassade, als Bestandteil der Bahnstrecke Heidenau–Kurort Altenberg (HA 6605), Müglitztalbahn eisenbahngeschichtlich und ortsgeschichtlich von Bedeutung. | 09278927 |
|                                         | Haltepunkt Hartmannmühle (Einzeldenkmal zu ID-Nr. 09302503) | Lauenstein (Karte)                                | 1930er Jahre | Einzeldenkmal der Sachgesamtheit Müglitztalbahn, Teilabschnitt Altenberg, OT Lauenstein: Haltepunkt Hartmannmühle - eisenbahngeschichtlich, ortsgeschichtlich und verkehrsgeschichtlich von Bedeutung. Der Haltepunkt Hartmannmühle liegt außerhalb einer Ortschaft bei einer Ausflugsgaststätte. Unverändert verläuft die Strecke seit Schmalspurzeiten ebenerdig neben der Müglitztalstraße. Das kleine, hölzerne Wartehäuschen besteht seitdem ebenfalls in unveränderter Form. | 09302507 |
|                                         | Tunnel Geising (Einzeldenkmal zu ID-Nr. 09302509) | Geising (Karte)                                   | 1936 - 1937 | Einzeldenkmal der Sachgesamtheit, Teilabschnitt Altenberg, OT Geising: Tunnel Geising; ortsgeschichtlich und verkehrsgeschichtlich von Bedeutung | 09302510 |
|                                         | Brücke Geising (Einzeldenkmal zu ID-Nr. 09302509) | Geising (Karte)                                   | 5. Oktober 1936 – 31. Juli 1937 (Eisenbahnbrücke) | Einzeldenkmal der Sachgesamtheit, Teilabschnitt Altenberg, OT Geising: Brücke über den Hüttenbach in Geising - ortsgeschichtlich und verkehrsgeschichtlich von Bedeutung. | 09302511 |
|                                         | Bahnhof Geising (Einzeldenkmal zu ID-Nr. 09302509) | Geising, Bahnhofsplatz 1; 3 (Karte)               | im Kern 1890 (Empfangsgebäude); 1938 ff. (Stellwerk); 1939 (Güterschuppen) | Einzeldenkmale der Sachgesamtheit Müglitztalbahn, Teilabschnitt Altenberg, OT Geising: Empfangsgebäude, Bahnwärterhaus, Güterschuppen, Wirtschaftsgebäude und Stellwerk des Bahnhofs Geising; eisenbahngeschichtlich, ortsgeschichtlich und verkehrsgeschichtlich von Bedeutung | 09277487 |
|                                         | Sachgesamtheitsbestandteil der Sachgesamtheit Müglitztalbahn, Teilabschnitt Altenberg, OT Geising | Geising (Karte)                                   | 1936–1938 (Eisenbahnanlage); 1936–1938 (km 31,8); 1937–1983 (Brücke Rotes Wasser km 32,893); um 1939 (2 Signalfundamente km 32,1); 1937–1938 (Sächs. Hartsteinwerke km 30,87, Getreidelager Dittrich km 32,7) | Sachgesamtheitsbestandteil der Sachgesamtheit Müglitztalbahn, Teilabschnitt Altenberg, OT Geising, mit den Einzeldenkmalen: Haltepunkt Geising mit Güterschuppen, Tunnel Geising (km 32,278), Brücke Geising (km 32,532) sowie den Sachgesamtheitsteilen: Anschlussstellwerk Sächsische Hartsteinwerke (km 30,87, HSO über NN 537), Anschlussstellwerk Getreidelager Dittrich (km 32,7), Stützmauer (km 31,8), Brücke Rotes Wasser (km 32,893), zwei Signalfundamente (km 32,1) und Eisenbahnübergang Wirtschaftsweg (km 33,390) sowie mit dem Gleiskörper. | 09302509 |
| Direkt Bild zu diesem Denkmal hochladen | Sachgesamtheitsbestandteil der Sachgesamtheit Müglitztalbahn, Teilabschnitt Altenberg, OT Altenberg | Altenberg (Karte)                                 | 1935-1938 (Eisenbahnanlage); 1985-1991 (Anschlussstellwerk, Heizwerk); 1935-1938 (Sachgesamtheitsbestandteil)                                                                                                 | Sachgesamtheitsbestandteil der Sachgesamtheit Müglitztalbahn, Teilabschnitt Altenberg, OT Altenberg, mit den Einzeldenkmalen: Bahnhof Kurort Altenberg mit Stellwerk und Lok-Bahnhof (Einzeldenkmal ID-Nr. 09277672) sowie den Sachgesamtheitsteilen: Haltepunkt Geisingberg-Sprungschanze (ehemals) und das Anschlussstellwerk Heizwerk sowie mit dem Gleiskörper. | 09302512 |
| Weitere Bilder                          | Bahnhof Altenberg (Einzeldenkmal zu ID-Nr. 09302512) | Altenberg, Bahnhof 1; 2 (Karte)                   | 1923 (Personenbahnhof); 1938 (Empfangsgebäude); 1938 (Lokschuppen); 1938 (Stellwerk) | Einzeldenkmale der Sachgesamtheit Müglitztalbahn, Teilabschnitt Altenberg, OT Altenberg: Empfangsgebäude mit Güterboden, Gleiskörper, zwei Häuschen im Gleisbereich, zwei hölzerne Schuppen (davon einer ehemals Empfangsgebäude der Schmalspurbahn) gegenüber vom Empfangsgebäude, Bahnsteige, zwei Bahnsteigschilder, Lokschuppen und Wasserspeicher, Stellwerk und Wasserkran des Altenberger Bahnhofs; zeitgenössische Heimatstil-Architektur, Endpunkt der denkmalpflegerischen Sachgesamtheit Müglitztalbahn, eisenbahngeschichtlich, ortsgeschichtlich und verkehrsgeschichtlich von Bedeutung | 09277672 |

## Ausführliche Denkmaltexte
1. 1 2 3 4 5 6 7 8 9 10 11 12 13 14 15 16  
Sachgesamtheit mit Hochbauten und Ingenieurbauten sowie den erhaltenen Zeugnissen der alten Schmalspurbahn in den Gemeinden Heidenau, Dohna (OT Dohna, OT Köttewitz), OT Müglitztal (OT Weesenstein), OT Burkhardswalde, OT Mühlbach, Liebstadt (OT Großröhrsdorf), Glashütte, OT Schlottwitz, OT Bärenhecke, OT Cunnersdorf, OT Neudörfel, OT Dittersdorf und Altenberg (OT Bärenstein), OT Lauenstein und OT Geising – singuläre Anlage von überregionaler geschichtlicher Bedeutung.
2. ↑  
Sachgesamtheitsbestandteil der Sachgesamtheit Müglitztalbahn, Teilabschnitt Dohna, OT Dohna, OT Gamig mit den Einzeldenkmalen: Bahnhof Dohna mit Anbauten und Güterschuppen (ID-Nr. 09302465), Anschlussstellwerk BHG Dohna (ID-Nr. 09302466), Eisenbahnbrücke Sürßener Weg OT Gamig (ID-Nr. 09302467) und die Straßenüberführung Ploschwitzer Höhe (ID-Nr. 09302469) sowie den Sachgesamtheitsteilen: Brücke Mühlgraben (km 2,118), Anschlussstellwerk Stahlziehwerk Dohna (km 2,2), Anschlussstellwerk VEB Druckguss Heidenau, Brücke Mühlgraben (km 2,349), Rietzschkebrücke (km 2,457), Eisenbahnüberführung Gamiger Straße (km 2,841) und Anschlussstellwerk Dohna Fluorchemie GmbH (km 4,355) sowie dem Gleiskörper (Sachgesamtheitsliste, Gemeinde Heidenau ID-Nr. 09221668): 
  - Sachgesamtheitsteil Eisenbahnüberführung Gamiger Straße: Länge / Höhe / Breite 10,0 m / 6,7 m / - max N / min R 40 / 262. Kurze, einfache Betonträgerbrücke über im Niveau stark abfallender Straße.
  - Sachgesamtheitsteil Anschlussstellwerk Dohna Flurchemie GmbH (Chem. Werke Dohna): Länge / Höhe / Breite 30,0 m / 4,0 m. Betonträgerbrücke auf zwei länglichen Betonpfeilern im Flussbett. Die Brücke ist neu in Hellgrau angestrichen, das metallene Geländer wurde später hinzugefügt.
3. ↑   
Bahnhofsgebäude Dohna 

Bahnhof Dohna: HSO über NN 134,18, ehem. Funktion / Bedeutung: Bahnhof, erster Bahnhofsbau auf der Bahnstrecke Heidenau–Kurort Altenberg, heutige Funktion/Bedeutung: Haltestelle. 

Lage in der Umgebung / städtebauliche Situation: Der Bahnhof Dohna liegt am Ortseingang Dohnas im städtischen Umfeld und ist typisch angeordnet zwischen Gleisanlagen und Straße. Er ist einer der wenigen Bahnhöfe der Strecke, dessen Standort beim Umbau auf Normalspur nicht verändert wurde, und dessen damalige Anlage zum großen Teil weiter genutzt werden konnte. Allerdings wurden die bestehenden Anbauten an das Bahnhofsgebäude erneuert, und ein Stellwerk kam hinzu. Auch im Fortlauf erfuhr die Anlage Veränderungen und Erweiterungen. Bahnhofsgebäude, Anbauten: 

  - Äußeres: Das zweigeschossige, verputzte Bahnhofsgebäude mit Satteldach und straßenseitigem Zwerghaus stammt von 1890. Beim Streckenumbau wurde der linkerhand gelegene Anbau, eine Wartehalle mit Dienstraum, hinzugefügt. Eine Vorzone bildet das zur Straße vorgezogene Satteldach, welches auf 5 Natursteinpfeilern ruht und bis zum Zwerghaus des Hauptbaus reicht. Die zum Hauptbau gelegene Hälfte, die Wartehalle, wurde in Form eines horizontal verschalten Holzbaus mit großzügigen Fenstern und Türen ausgeführt, die andere Hälfte, der Dienstraum, als geschlossen wirkender, verputzter Massivbau. Zu den Gleisen hin liegen beiderseits des Ausgangs kleine, einseitig geöffnete hölzerne Verschläge, die zur Fahrkartenkontrolle dienten. Der rechterhand gelegene, verputzte Anbau, welcher als Güterschuppen diente, besteht seit 1890 und wurde in den 1930er Jahren lediglich umgebaut. Zur Straße hin besitzt er eins und zu den Gleisen zwei große Verladetore, welche der Gesamtgestaltung der Strecke entsprechen.
  - Inneres: Der Warteraum verfügt über eine hölzerne, dunkelbraune Wartebank.
  - Besonderheiten / Details: In die Wartehalle führen auf Straßen- sowie Gleisseite je eine große, doppelte Fenstertür. Die Türen, die Wartehalle sowie die gleisseitigen Verschläge sind dunkelbraun und hellgelb lackiert. Letztere haben halbhohe Türen und zu den Gleisen liegende Fenster. Die Verladetore des rechten Anbaus sind aufgedoppelt mit diagonalen profilierten Brettern, welche in der Mitte der Tore spitz zusammenlaufen. Sie sind dunkelbraun lackiert. Alle Bauten sind graubraun mit für das Elbtal typischem Kellenputz verputzt. Die vom Gestaltungskonzept hier eher untypische Schieferdeckung glich sich der des bestehenden Mittelteiles von 1890 an. Veränderungen / Zustand: Die Putzfärbung war ursprünglich hellerer Art. Die Bauten sind nicht in akut gefährdetem, aber renovierungsbedürftigen Zustand. Besonderheiten / Details: Gleisseitig befindet sich mittig am Bau der Schriftzug „Dohna“, darunter „Befehlstellwerk“ in altdeutscher Schrift. Die Buchstaben sind als einzelne Objekte aus tiefgezogenem, rot lackiertem Blech gefertigt. Veränderungen / Zustand: Der Bau scheint in gutem, relativ unverändertem Zustand zu sein.
  - Güterschuppen. Äußeres: Der längliche, 1,5-geschossige Putzbau mit bruchsteinverkleidetem Sockel und schiefergedecktem Satteldach ist in Kellenstruktur grau-braun verputzt. Über gut zwei Drittel der Gebäudelänge kragt das Dach weit aus und wird in diesem Bereich von hölzernen Streben abgestützt. Darunter sitzen beiderseits jeweils Laderampe und zwei Gütertore. Am nördlichen Ende der gleisabgewandten Seite sitzt ein kleiner Vorbau mit Walmdach, welcher den Eingang in das Gebäude bildet. Inneres: keine Angaben. Besonderheiten / Details: Die Gütertore sind aufgedoppelt mit diagonal verlaufenden, profilierten Brettern, welche in der Mitte spitz zusammenlaufen. Die Fenster sind, wie auch die Tore, dunkelbraun gestrichen, jedoch zusätzlich weiß umrandet. Die kleinen Fenster des Vorbaus sind weiß mit roter Umrandung. Veränderungen / Zustand: Der Bau scheint äußerlich in relativ gutem Zustand zu sein.
4. ↑  
Bahnhof Dohna 

Stellwerk. Äußeres: Der längliche, zweigeschossige Baukörper mit weit auskragendem Walmdach und strassenseitigem Vorbau ist in Kellenstruktur graubraun verputzt. Das Dach ist in Schiefer gedeckt. Der Kontrollraum des Bahnpersonals liegt im Obergeschoss. Daher befinden sich hier eine Reihe großer Fenster liegenden Formats. Gleisseitig sitzt eines mittig, zwei weitere ziehen sich jeweils um die Ecken bis auf die Schmalseiten. Im EG liegen kleinere weiße Sprossenfenster. Inneres: keine Angaben.
5. ↑  
Sachgesamtheitsbestandteile der Sachgesamtheit Müglitztalbahn, OT Weesenstein 
  - Müglitztalbrücke bei km 6,226: Länge / Höhe / Breite: 16,2 m / 6,0 m / -; max N / min R 150 m / 600 m. Kurze, einfache Betonträgerbrücke. Erbaut Mai 1937–November 1937.
  - Müglitztalbrücke bei km 6,332: Länge / Höhe / Breite: 13,2 m / 6,0 m / -; max N / min R 150 m / 0 m. Kurze, einfache Betonträgerbrücke, erbaut Mai 1937–November 1937.
6. ↑  
Sachgesamtheitsbestandteile der Sachgesamtheit Müglitztalbahn 
  - Müglitztalbrücke bei km 7,617: Länge / Höhe / Breite 68,2 m / 3,4 m / -; max N / min R 3450 m / 274 m. Einfache Betonträgerbrücke auf drei länglichen Betonpfeilern.
  - Müglitzbrücke bei km 8,572: Länge / Höhe / Breite 30,0 m / 5,9 m / -; max N / min R 49 m / 225 m. Kurze, einfache Stahlträger-Brücke mit Betonwiderlagern.
  - Müglitzbrücke bei km 8,797: Länge / Höhe / Breite 21,6 m / 4,5 m / -; max N / min R 89 m / 225 m. Kurze, einfache Stahlträger-Brücke mit Betonwiderlagern.
  - Müglitzbrücke bei km 9,072: Länge / Höhe / Breite 14,0 m / 3,5 m / -; max N / min R 46 m / 0 m. Kurze, einfache Betonträger-Brücke. Bis zum Jahr 1982 waren die Schienenauflager als Modellvorhaben als Federtöpfe ausgebildet.
7. ↑  
Sachgesamtheitsbestandteil der Sachgesamtheit Müglitztalbahn (Lage in der Umgebung / städtebauliche Situation) 

Der Bahnhof Burkhardswalde-Maxen liegt inmitten des langgestreckten Ortes recht singulär an der Müglitztalstraße. Nördlich des Bahnhofs, hinter einem Bahnübergang, befindet sich ein Hotelbau des 19. Jhdts. aus der Schmalspurzeit der Strecke. Das Empfangsgebäude befindet sich nicht typisch zwischen Gleisen und Müglitztalstraße, sondern hinter den Gleisanlagen. Beschreibung: Typus 1,5-geschossiges Empfangsgebäude mit Güterboden. 

Äußeres: An das 1,5-geschossige Empfangsgebäude mit Warteraum und Diensträumen im EG und Beamtenwohnung im ausgebauten DG schloss sich direkt der Güterboden an, war jedoch in Gestaltung, Tiefe und Traufhöhe abgesetzt. Während der Empfangsteil ein Massivbau mit gelbem Kellenputz ist, war der auf einem Bruchsteinsockel gelegene Güterboden als vertikal verschalter Holzbau ausgeführt. Im schiefergedeckten Satteldach sitzt frontal eine Gaube mit 6, rückseitig 7 Fenstern. Frontal links liegt ein vorgezogener Fensterbereich mit Bruchsteinsockel, der der Einsichtnahme des Beamten auf den Bahnübergang diente. Der zweitürige Eingang zum Warteraum mit hölzernem Vordach liegt an der Nordseite. 

Inneres: Im Warteraum befindet sich rechts vom Eingang eine lange Sitzbank, links ein grüner Kachelofen. Frontal liegen, grün umrahmt, Gepäckannahme und Fahrkartenausgabe, davor ein runder, hölzerner Ablagetisch. Die Wände sind weiß gestrichen, entlang der Decke verläuft ein grüner Streifen. Den Boden bedecken graue Kunststeinplatten. 

Besonderheiten / Details: Am Nordgiebel findet sich ein Sgraffito, welches auf die Schlacht bei Maxen im Siebenjährigen Krieg hinweist. Mittig über einem Reiter und einem Fußsoldaten liegt das Schriftband „Anno 1759“, darunter waren ursprünglich Geschosse dargestellt. Die rückseitigen Türen sind aufgedoppelt mit diagonalen, mittig spitz zusammenlaufenden Profilbrettern, ebenso waren die Tore des Güterbodens. Die übrigen Sprossenfenster und -türen sind braun lackiert und weiß umrandet. Veränderungen / Zustand: Das Gebäude sowie seine Ausstattung sind in stark renovierungsbedürftigem Zustand. Der Güterboden wurde durch das Hochwasser 2002 zerstört, von weiteren Schäden am Restgebäude ist auszugehen.
8. ↑  
Sachgesamtheitsbestandteil der Sachgesamtheit Müglitztalbahn (Lage in der Umgebung / städtebauliche Situation) 

Von Burkhardswalde-Maxen verläuft die Strecke ebenerdig neben Müglitz und Müglitztalstraße, letzterer folgt sie ins Ortsinnere. Der Haltepunkt Mühlbach befindet sich in der Mitte der Ortschaft. Das kleine Empfangsgebäude fügt sich gut ein in die umgebende dörfliche Wohnbebauung. Beschreibung: Typus Empfangsgebäude mit Güterboden eingeschossig abgewandelt. Äußeres: An das Empfangsgebäude schließt sich direkt der Güterboden an. Die beiden Teile sind in ihrer Gestaltung, Tiefe und Traufhöhe voneinander abgesetzt. Das durchgehende Satteldach ist mit Biberschwanzziegeln gedeckt. Am Südende des Empfangsteiles, einem hellen Putzbau, kragt es aus und bildet eine auf insgesamt 6 Holzstützen ruhende Vorzone. Der hölzerne, vertikal verschalte Güterboden ruht auf einem Bruchsteinsockel. Gleis- und straßenseitig sitzt jeweils ein Ladetor. Inneres: keine Angaben, da privat. 

Besonderheiten / Details: Über der Vorzone im Süden sitzt ein Uhrtürmchen als Dachreiter. Es ist holzverschalt und ziegelgedeckt. Die Ladetore sind aufgedoppelt mit diagonal angeordneten, profilierten Brettern, welche jeweils in der Mitte des Torflügels spitz zusammenlaufen. Veränderungen / Zustand: Das Gebäude wurde unlängst zu Wohnzwecken saniert, es scheint dabei jedoch relativ viel Substanz verloren gegangen zu sein. Der äußerliche Charakter des Baus blieb einigermaßen erhalten, da sich seine Anmutung bereits im ursprünglichen Zustand an den umliegenden kleinen Wohnhäusern orientiert hatte. Bei der notwendigen Anpassung der Innenräume an die neue Nutzung dürfte jedoch viel Substanz verloren gegangen sein. Der Güterboden wurde mit Fenstern versehen, straßenseitig blieb jedoch das Ladetor erhalten. Die gleisseitigen Fenster des Gebäudes wurden stark vergrößert, die dortige Tür zum Fenster umgeändert. Das Dachgeschoss wurde ausgebaut und erhielt beiderseits je eine lange Gaube sowie Fenster im Giebelbereich. Am Dachreiter wurden die Uhren entfernt. Der Kellenputz wich gelbem Glattputz. Einige der vergrößerten Fenster wurden auf Geheiß des Denkmalschutzes wieder etwas verkleinert. Abbruch Güterschuppen wegen Hochwasser 2002.
9. ↑  
Sachgesamtheitsteil Müglitzbrücke (km 13,880): Länge / Höhe / Breite 13,0 / 3,2 / - max N / min R -/- kurze, einfache Betonträgerbrücke. 

Sachgesamtheitsteil Müglitzbrücke (km 14,742): Länge / Höhe / Breite 14,2 m / 4,6 m / - max N / min R 50 ‰ / 0 m. Kurze, einfache Betonträgerbrücke. Der Bahndamm ist mit Bruchsteinen neu verkleidet. Bis 2002 befand sich ein Durchlass des Mühlgrabens direkt unterhalb der Brücke.
10. ↑  
Bahnhof Niederschlottwitz 

Ehem. Funktion / Bedeutung: Bahnhof; heutige Funktion/Bedeutung: Haltepunkt. 

Städtebauliche Situation: Der Bahnhof Niederschlottwitz befindet sich inmitten der Ortschaft. Dabei liegt das Empfangsgebäude, im Gegensatz zu den anderen größeren Bahnhofsbauten der Strecke, nicht zwischen Müglitztalstraße und Gleisanlagen. Es wurde auf Grund der Platzverhältnisse hinter die Gleise verlegt. Daher wurde ein separates Stellwerk erforderlich, da die Übersicht über die Strecke für den Bahnhofsvorsteher andernfalls nicht gegeben war. Das Bahnhofsgebäude steht parallel und traufständig zu den Gleisen. Empfangsgebäude – Beschreibung: Typus zweigeschossiger Bahnhof mit Güterboden. 

Äußeres: An das Empfangsgebäude mit Wartehalle und Diensträumen im EG und Beamtenwohnung im ausgebauten DG schließt sich direkt der Güterboden an. Die beiden Teile sind in ihrer Gestaltung, Tiefe und Traufhöhe voneinander abgesetzt. Das Dach ist durchgängig mit Schieferschindeln gedeckt. Im Dach des Empfangsteiles sitzt eine Schleppgaube mit sechs Fenstern an der Frontseite. 

Inneres: An der dem Eingang gegenüberliegenden Wand befinden sich Fahrkarten- und Gepäckausgabe, vor ersterer ein im Fußboden befestigter runder Ablagetisch. Linkerhand zu den Gleisen zieht sich eine hölzerne Sitzbank über die gesamte Wandbreite. Rechterhand steht ein weißer Kachelofen. Alle Wände sind bis ca.  unter der Decke holzvertäfelt. Alle hölzernen Ausstattungsgegenstände sind braun lackiert, die Fenster sind weiß. 

Besonderheiten / Details: An der südlichen Giebelseite prangt zwischen den Fenstern des Dachgeschosses ein Sgraffito, welches ein ortstypisches Bauernpaar darstellt. Darunter befindet sich der Stationsname „Niederschlottwitz“. Die mit diagonal angeordneten, profilierten Brettern aufgedoppelten Gütertore sind dunkelbraun gestrichen, die Zierprofile sind weiß abgesetzt. Die Dacheindeckung orientiert sich bereits am Erzgebirge statt am Elbtal und weicht damit vom Gestaltungskonzept der Ortstypischkeit ab. – Veränderungen / Zustand: Der Bau scheint in einem relativ guten, wenn auch renovierungsbedürftigen Zustand zu sein, die Warteraumausstattung ist original erhalten und ebenfalls in relativ gutem Zustand. Die Farbgebung der Gütertore war ursprünglich durchgehend braun. 

Stellwerk – Beschreibung: Typus Stellwerk. 

Äußeres: Der längliche, zweigeschossige Baukörper mit Walmdach wird über die nördliche Schmalseite betreten. Der Kontrollraum des Bahnpersonals befindet sich im Obergeschoss. Daher befinden sich hier eine Reihe großer Fenster liegenden Formats. Gleisseitig sitzt eines mittig, zwei weitere ziehen sich jeweils um die Ecken bis auf die Schmalseiten. Geschlossen ist das Obergeschoss nur im mittleren Bereich der Straßenseite. Dort liegen im EG vier kleine, rot umrandete Sprossenfenster in einer Reihe, ansonsten ist das EG geschlossen und kehrt damit das Prinzip des Obergeschosses um. Das EG ist in Kellenstruktur hellgelb verputzt. Das Obergeschoss hingegen ist schieferverkleidet, und auch das Dach ist in Schiefer gedeckt. 

Besonderheiten / Details: Das EG entspricht mit seinem hellen Kellenputz und den farbigen Fensterumrandungen der im Elbtal typischen Gestaltung. Die Verwendung von Schiefer für Obergeschoss und Dach ist hingegen für das Erzgebirge typisch. Damit findet sich hier eine erneute Abweichung vom angedachten Gestaltungsprinzip der ortsgebundenen Gestaltung. Veränderungen / Zustand: Das Gebäude scheint äußerlich in gutem Zustand zu sein. 

Eisenbahnbrücke:  Länge / Höhe / Breite 72,0 m / 8, m / - max Neigung / min Radius 0 ‰ / 277 m, Stahlträgerbrücke auf zwei länglichen, an den Enden stark abgerundeten Betonpfeilern und mit Betonwiderlagern. Das talseitige ist als Stützmauer ausgeführt. Standort km 12,674.
11. ↑  
Haltepunkt Oberschlottwitz 

Ehem. Funktion / Bedeutung: Haltepunkt; heutige Funktion / Bedeutung: Haltepunkt, Bedarfshalt. 

Lage in der Umgebung: Nach Niederschlottwitz steigt die Strecke erstmals wieder über Straßenniveau. Am südlichen Ortsausgang liegt der Haltepunkt in singulärer Lage erhöht auf einer leichten Dammschüttung am Berghang. Das dortige Empfangsgebäude musste daher als kleiner, leichter Holzbau ausgeführt werden. Direkt hinter dem Bau fällt der Damm steil ab. Hinter dem Haltepunkt überquert die Strecke Müglitz und Müglitztalstraße auf Brücke Nummer 22, bevor sie einen steilen Bergeinschnitt passiert, um weiter in erhöhter Lage nach Glashütte zu verlaufen. 

Empfangsgebäude: ehem. Funktion / Bedeutung: Empfangsgebäude mit Warteraum und Diensträumen; derzeitige Nutzung: Warteraum in Nutzung, Diensträume ungenutzt. Beschreibung: Typus eingeschossiges, leichtes Empfangsgebäude. 

Äußeres: Bei dem kleinen, eingeschossigen Empfangsgebäude handelt es sich um einen Fachwerkbau mit dunkelbraun lasierter Stülpschalung. Das Walmdach ist mit für das Elbtal typischen Biberschwanzziegeln gedeckt. Bekrönt wird es von einem mittig sitzenden Uhrtürmchen. 

Inneres: Zur Linken liegen die Diensträume, der Warteraum befindet sich auf der rechten Seite. Dessen Ausstattung ist einfach. Gegenüber dem Eingang erstreckt sich eine Bank über die gesamte Raumseite. An der linken Wand hängt eine Anschlagtafel. Die Ausstattungsgegenstände, sowie die Fensterbretter, sind aus Holz gefertigt und nehmen den Farbton der Außenschalung auf. Wände und Decke sind in hellem Gelb gestrichen.  Den Fußboden bedecken graue Kunststein-Platten. 

Besonderheiten / Details: Das Uhrtürmchen ist durch eine braune, vertikale Deckelschalung verkleidet und durch Schieferschindeln eingedeckt. Straßenseitig sitzt eine Uhr mit profiliertem Blechschutz, gleisseitig befindet sich eine kleine, quadratische Öffnung. Die Fenster sind weiß gestrichen, die Türen dunkelbraun. 

Veränderungen / Zustand: Das gesamte Gebäude ist in sehr gutem Zustand, inklusive der originalen Warteraumausstattung. (Die originale Beleuchtung ist nicht mehr vorhanden). Die Farbfassung des Baus scheint der Originalen zu entsprechen.
12. ↑  
Sachgesamtheit Müglitztalbahn, OT Glashütte 

Sachgesamtheitsteil Stützmauer (km 17,54–17,65): Mit Bruchsteinen verkleidete Stützmauer, die zur Mitte hin spitz zuläuft. Das Geländer wurde erst 1999 hinzugefügt. Die Stützmauer ist in ihrer Form und Materialität typisch für die Streckengesamtheit, deren Kombination von zugespitzter Form und Bruchstein ist auf der Strecke jedoch einmalig. 

Sachgesamtheitsteil Müglitzbrücke (km 17,658): Länge / Höhe / Breite 16,5 m / 6,0 m / - max Neigung / min Radius 40 ‰ / 277 m. Kurze, einfache Betonträgerbrücke mit starken Betonwiderlagern. 

Sachgesamtheitsteil Eisenbahnübergang (km 18,800), evtl. Flurstück 424/1: Länge / Höhe / Breite 11,0 m / 4,8 m / 0 m. Kurze, einfache Betonträgerbrücke zur Überführung der erhöht verlaufenden Bahnstrecke über eine Straße. 

Sachgesamtheitsteil Stützmauer (km 18,85), evtl. Flurstück 424/1: Beton-Stützmauer, die zur Mitte hin spitz zuläuft. Die Oberfläche wurde nicht gespitzt, da ursprünglich ein Gebäude die Sicht auf die Mauer verdeckte. 

Sachgesamtheitsteil Fußgängerunterführung (km 19,006): Im Bogengang neben dem Empfangsgebäude beginnende Unterführung mit überdachtem Aufgang zum Bahnsteig, endend an der Fußgängerbrücke über die Müglitz. Die Farbgebung in Gelb-Braun folgt dem Inneren des Bogenganges. Über dem Eingang sind die Worte „Zum Bahnsteig“ in braunen, tiefgezogenen Blechbuchstaben angebracht.
13. ↑  
Sachgesamtheitsbestandteil OT Lauenstein 

  - Sachgesamtheitsteil Müglitzbrücke (km 27,645, HSO über NN 455): Länge / Höhe / Breite 21,3 m / 4,1 m / – max N / min R 49 ‰ / 227 m. Kurze Betonträgerbrücke mit angevoutetem Träger. Die Betonwiderlager bilden in diesem Flussabschnitt die Uferbefestigung. Im Unterschied zu den meisten anderen Brücken der Strecke wurde die Betonoberfläche nicht gespitzt, die horizontale Schalung ist ablesbar.
  - Sachgesamtheitsteil Eisenbahnüberführung (km 27,803): Länge / Höhe / Breite 14,47 m / 4,6 m / 0. Kurze Betonträgerbrücke mit angevoutetem Träger. Im Unterschied zu den meisten anderen Brücken der Strecke wurde die Betonoberfläche nicht gespitzt.
  - Sachgesamtheitsteil Müglitzbrücke (km 28,226): Länge / Höhe / Breite 14,15 m / / . Kurze, einfache Betonträgerbrücke. Im Unterschied zu den meisten anderen Brücken der Strecke wurde die Betonoberfläche nicht gespitzt.
  - Sachgesamtheitsteil Brücke Rotes Wasser (km 29,440, HSO über NN 495): Länge / Höhe / Breite 17,4 m / 2,9 m / . Kurze, einfache Betonträgerbrücke.
  - Sachgesamtheitsteil Stützmauer (km 30,5): Leicht gekrümmt neben den Gleisen verlaufende Bruchstein-Stützmauer und einem Wanderweg.
  - Sachgesamtheitsteil Stützmauer (km 31,1): Unterhalb des Gleisbettes verlaufende Bruchstein-Stützmauer.
14. ↑  
Bahnhof Lauenstein (DLST – 06392 IV), Eisenbahnstrecke Heidenau - Kurort Altenberg (HA 6605), Müglitztalbahn. Ehem. Funktion / Bedeutung: Bahnhof. Heutige Funktion/Bedeutung: Haltepunkt. 
  - Lage in der Umgebung: Von Bärenstein kommt die Strecke ebenerdig linkerhand der Müglitztalstraße und der Müglitz zum Haltepunkt Lauenstein, die singulär am Abzweig der Straße zur Stadt gelegen ist. Die Gleise verlaufen hier zwischen Straße und Müglitz, das Bahnhofsgebäude liegt dabei untypisch hinter den Gleisen statt an der Straße. Beschreibung: Typus 2,5-geschossiges Empfangsgebäude mit Güterboden.
  - Äußeres: An das 2,5-geschossige Empfangsgebäude mit Wartehalle, Diensträumen sowie einer Beamtenwohnung im Obergeschoss schließt sich direkt der Güterboden an. Die beiden Teile sind in Gestaltung, Tiefe und Traufhöhe voneinander abgesetzt. Beim Empfangsgebäude handelt es sich um einen Putzbau mit graubraunem Kellenputz, der Güterboden ist ein Holzbau mit vertikaler, dunkelbrauner Deckelschalung und einem Ladetor an jeder Seite. Die Dächer sind erzgebirgstypisch mit Schieferschindeln gedeckt. Im Dach des Empfangsgebäudes sitzen 4 Gauben. Der Eingang zum Warteraum liegt an der Südseite, die große Doppeltür ist zurückgesetzt. Am gleisseitigen Südende besitzt der Bau einen vorgezogenen Bereich. Dessen Fensterreihe diente dem Bahnhofsvorsteher zur direkten Einsichtnahme auf den Bahnübergang.
  - Inneres: Die Warteraumausstattung scheint zumindest teilweise erhalten zu sein.
  - Besonderheiten / Details: Im vorgezogenen Bereich am Empfangsgebäude sitzt das Stadtwappen als Relief und darunter der Stationsname „Lauenstein“ als Sgraffito. Im Giebel befindet sich unter dem Rundfenster das Sgraffito „Erbaut 1938“. Ein weiteres, das nationalsozialistische Hoheitszeichen mit Adler und Hakenkreuz, befand sich mittig links. Die unterschiedliche Putzstruktur macht die Stelle erkennbar. Die weißen Sprossenfenster im Obergeschoss besitzen hellblaue Fensterläden. Die Tore des Güterbodens sind aufgedoppelt mit diagonal angeordneten, profilierten Brettern, welche jeweils in der Mitte des Torflügels spitz zusammenlaufen.
  - Veränderungen / Zustand: Das Gebäude ist in renovierungsbedürftigem, aber anscheinend nicht in akut gefährdetem Zustand. 2017: an der gleisseitigen Traufseite sind noch Reste der Stellwerkstechnik vorhanden. Der Warteraum im Inneren ist noch mit den bauzeitlichen Bänken ausgestattet.